# 吉川貞雄
吉川 貞雄（よしかわ さだお、英:Sadao Yoshikawa）は、日本の化学者、東京大学名誉教授、慶應義塾大学教授。専門は錯体化学。

## 来歴、人物
1986年3月に東京大学工学部を定年退官し、1986年4月から1991年3月まで慶應義塾大学教授に就任した。1989年度、日本油化学会会長に就任。
1990年代に逝去した。

### 吉川研究室
吉川貞雄教授が東京大学工学部を退職する時期、吉川貞雄教授を筆頭に、佐分利正彦助教授、矢野重信講師、村田隆技官という講座であった。
吉川研究室出身者には、佐分利正彦 埼玉工業大学教授、山口素夫 東京都立大学（首都大学東京）教授、小坂田耕太郎 東京工業大学名誉教授、宮村一夫 東京理科大学名誉教授、石井洋一 中央大学教授、坪村太郎 成蹊大学教授（元副学長）、棚瀬知明 奈良女子大学名誉教授、河野博之 工学院大学准教授、小島隆彦 筑波大学教授などがいる。